# Pachyanthidium
Pachyanthidium is een geslacht van vliesvleugelige insecten van de familie Megachilidae.

## Soorten
- P. africanum (Smith, 1854)
- P. arnoldi Mavromoustakis, 1935
- P. ausense (Mavromoustakis, 1934)
- P. benguelense (Vachal, 1903)
- P. bicolor (Lepeletier, 1841)
- P. bouyssoui (Vachal, 1903)
- P. cordatum (Smith, 1854)
- P. denticulatum (Alfken, 1932)
- P. himalayense (Gupta & Sharma, 1993)
- P. katangense Cockerell, 1930
- P. lachrymosum (Smith, 1879)
- P. micheneri Pasteels, 1968
- P. minutulum Pasteels, 1984
- P. nigrum Pasteels, 1984
- P. obscurum Pasteels, 1984
- P. paulinieri (Guérin-Méneville, 1845)
- P. rufescens (Friese, 1915)
- P. semiluteum Pasteels, 1981